# Vescomtat de Chaumont
El vescomtat de Chaumont fou una jurisdicció feudal al Vexin (França) que va existir del segle xi al XIII.
El primer vescomte de Chaumont que s'esmenta és Galó I que feia una donació 3l febrer del 1055 i apareix en una altra carta el 22 de gener de 1061. Posteriorment consta Eudes de Beaumont, fill del comte Ivo III de Beaumont, que apareix com a vescomte entre 1068 i 1088. Va tenir almenys dos fills (Galó i Rolanda) dels quals Galó II, esmentat com a vescomte en carta reial del 1085 quan fou nomenat conestable de França; va acompanyar a Terra Santa a Robert II de Flandes el 1096 i va morir aquell mateix any o poc després. Es va casar amb Humberga de Puiset filla d'Hug I Blavons de Breteuil, castellà de Puiset i vescomte de Chartres i va deixar tres fills, dels quals Drogó de Chaumont, que vivia el 1099, fou el tronc dels senyors de Trie.
Posteriorment apareix com a vescomte Hug I Estrabó, la relació de parentiu del qual amb els anteriors vescomtes és desconeguda però es sospita que era un tercer fill de Eudes de Beaumont, germà per tant de Galó II, esmentat en cartes del 1110/1124, que fou conestable de França (1108-1137) i era viu encara el 1149. Es va casar amb Llúcia de la qual va tenir quatre fills, sent el successor Galó III que era mort el 1182, i es va casar amb Matilde de Gisors, germana de Joan de Girsors i van tenir tres fills dels quals Hug II fou el successor al vescomtat; va fundar l'abadia de Gomerfontaine el 1170 i es va casar amb Petronila de Pissy, filla de Gasc de Poissy i origen dels senyors de Mello i els senyors de Saucourt. El títol vescomtal ja no torna a aparèixer.

## Llista de vescomtes
- Galó I vers 1050-1065
- Eudes de Beaumont vers 1065-1085
- Galó II vers 1085-1096
- Hug I Estrabo vers 1097-1149
- Galó III vers 1149-1170
- Hug II vers 1170-1200